# Bozok Üniversitesi
Die Bozok Üniversitesi wurde am 1. März 2006 mit drei Fakultäten, einer Schule und zwei Berufsschulen in Yozgat in der Zentraltürkei gegründet. Bis zum Jahr 2013 hat die Universität das Angebot auf insgesamt acht Fakultäten, drei Institute, sechs Berufsschulen, fünf Schulen, ein Forschungs- und Anwendungskrankenhaus und sieben Forschungszentren ausgebaut.
Die Universität ist Mitglied im Netzwerk der Balkan-Universitäten (Albanien, Bosnien-Herzegowina, Bulgarien, Griechenland, Kosovo, Kroatien, Rumänien, Serbien, Slowenien, Türkei, Mazedonien, Moldawien, Montenegro).